# リュック・フリーデン
リュック・フリーデン（Luc Frieden、1963年9月16日 -）はルクセンブルクの政治家、弁護士。2023年よりルクセンブルクの首相を務めている。キリスト教社会人民党（CSV）所属。
1998年から2013年にかけて、ジャン＝クロード・ユンカー内閣において、国庫・予算大臣、司法大臣、国防大臣、財務大臣を歴任した。また、ルクセンブルク商工会議所やユーロチェンバース（欧州商工会議所）の会頭を務めた。
2023年10月の総選挙でCSVを勝利に導き、10月9日に大公アンリから組閣の大命を受けた。11月17日、グザヴィエ・ベッテルの後継として政権を発足させた。

## 経歴
アテネ校（ルクセンブルク市内の中等教育校）からフランスのパンテオン・ソルボンヌ大学（パリ第1大学）に進学し、企業法専攻で卒業。その後、ケンブリッジ大学クイーンズ・カレッジで比較法学の修士号を、ハーバード・ロー・スクールで法学博士号を取得した。

### 代議員時代
1994年、30歳でキリスト教社会人民党から代議院（下院）議員に初当選し、当時最年少の国会議員となった。議会では金融委員会と憲法委員会の委員長を務めたほか、ルクセンブルクにおける憲法裁判所や独立した行政裁判所の設置に向けて中心的な役割を果たした。

### 閣僚時代

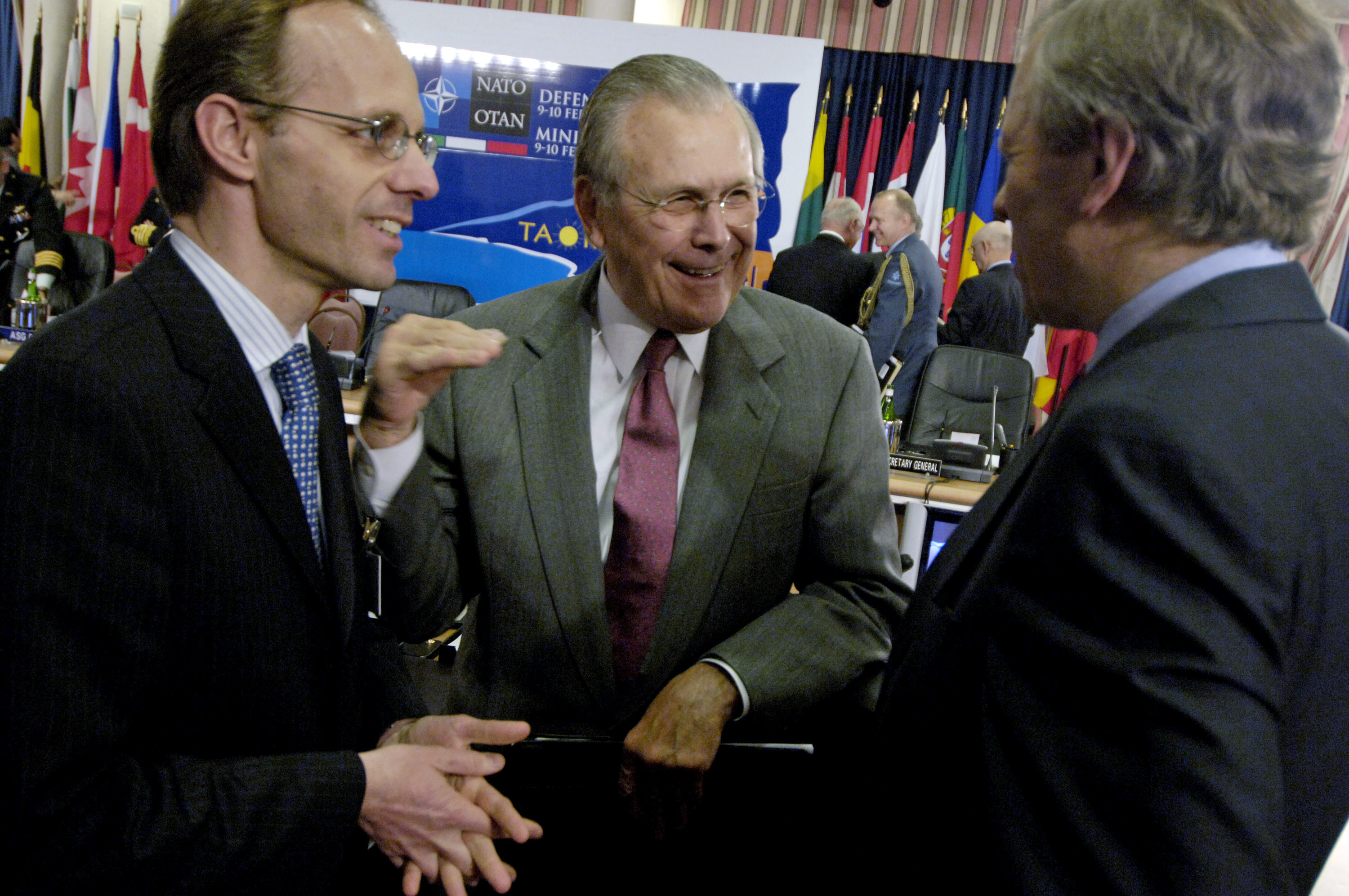
2006年2月9日、アメリカ合衆国のドナルド・ラムズフェルド国防長官と北大西洋条約機構 (NATO) のヤープ・デ・ホープ・スヘッフェル事務総長（いずれも当時）と

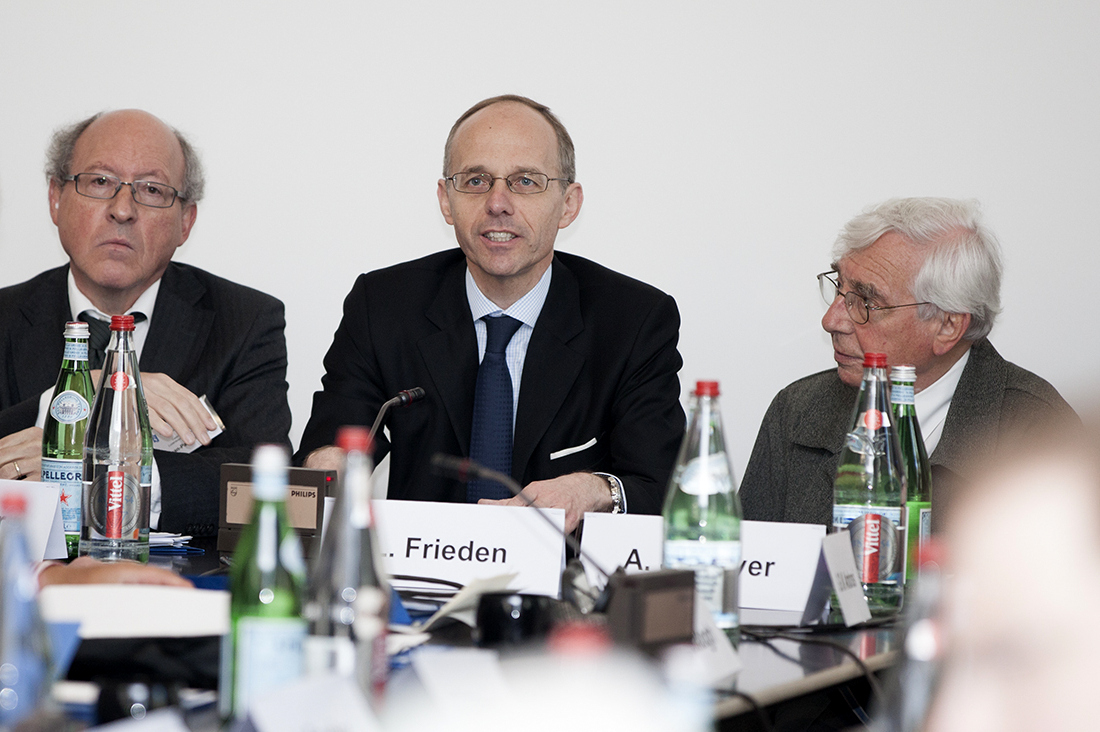
2013年5月10日、歴史学者のジャン＝ポール・レーナース（左）、アーノ・マイヤー（右）と

1998年、34歳でジャン＝クロード・ユンケル内閣の司法相として初入閣した。その後、1998年から2009年まで財務予算相、2004年から2006年まで国防相、2009年から2013年まで財務相を歴任した。
財務予算相としては、通貨のルクセンブルク・フランからユーロへの移行に責任を負った。ルクセンブルクが欧州連合理事会議長国であった2005年には、欧州連合 (EU) 司法・内務相会合を主催した。その後、財務相時代には欧州銀行同盟の発足とユーロ圏の安定化に傾注した。そのほか、世界銀行の理事を15年にわたり務め、2013年には国際通貨基金 (IMF) と世界銀行グループの合同理事会で議長を務めた。

### 民間への転向
2013年の総選挙でキリスト教社会人民党が下野すると、その翌年9月にドイツ銀行の副会長に転じ、欧州を中心とした国際的な事柄について、ロンドンを拠点として取締役会に助言を行った。また、ドイツ銀行ルクセンブルクの監査委員長を務めたが、2016年はじめにドイツ銀行を離れた。
2016年以降はルクセンブルクの法律事務所、エルフィンガー・ホス・プルッセンのパートナーとなり、2019年から2023年にはルクセンブルク商工会議所会頭を務めた。2022年には、ユーロチェンバース（欧州商工会議所）の会頭にも就任した。

### 首相時代
2023年10月の総選挙でキリスト教社会人民党から政界に復帰し、それにともなって民間におけるすべての活動から身を引いた。この総選挙で同党は得票率29.21%で21議席を獲得し勝利。10月9日に、大公アンリから組閣の大命を受けた。キリスト教社会人民党と民主党との連立交渉の結果、11月17日にグザヴィエ・ベッテルの後継として首相に就任した。
11月22日に代議院で施政方針演説を行い、行政改革、デジタル化、近代化を3つの柱として掲げた。

## 批判
2013年、ルクセンブルクの投資家保護団体 ProtInvest は域内市場担当欧州委員会委員（当時）のミシェル・バルニエに書簡を送り、そのなかでフリーデンが自身の上級相談役のサラ・ハバプールをルクセンブルクの金融監督機関であるCSSFの理事に任命したことを批判した。

## 人物
ルクセンブルク語のほか英語やドイツ語、フランス語に堪能で、さらに妻の母語であるオランダ語も理解する。